# Boldklubben 1908
Boldklubben 1908 (eller B 1908, B1908 Amager) er en dansk fodboldklub, som blev stiftet den 24. maj 1908 på Amager i København. Klubbens bedste herrehold spiller i 2022 sæsonen i Danmarksserien, mens andetholdet spiller i serie 1 under DBU København. Klubben har to andre divisionshold, da U17 og U19 herreholdene begge i sæsonen 2022 spiller i divisionen, under samarbejde med Fremad Amager i Amager ACADEMY. B1908 har en ungdomsafdeling, i pigeafdelingen har B1908 hold i Liga 2, det næstbedste niveau i Danmark.
Klubbens seniorhold og bedste pigehold afvikler deres hjemmekampe på opvisningsbanen i Sundby Idrætspark og har deres træning på anlæggets nærliggende fodboldbaner. Klubben har samlet godt 1.200 medlemmer (DBU tal 2022), hvoraf cirka 1.000 er aktive, hvilket gør klubben til en af de største på Amager og i Københavns Kommune.

## Klubbens historie
Klubben blev stiftet af fire brødre i et gartneri i Frankrigsgade blandt de folkerige kvarterer i Sundby nærmest broerne mellem Amager og resten af København. Klubben havde en kort storhedstid som Amagers bedste fodboldklub, før Fremad Amager tog over som førerholdet på øen. Klubben blev først medlem af Amager Boldspil-Union (stiftet i 1912), som sidenhen i 1916 blev udvidet til et turneringssamarbejde med en række andre forstadsklubber under Københavns Forstadsklubbers Boldspil Union (KFBU), før klubben blev indlemmet i Københavns Boldspil-Union efter 1920.
I 1922 blev klubbens fremtidige hjemmebane, Opvisningsbanen i Sundby Idrætspark på Englandsvej, indviet med fodboldkamp, som B 1908 vandt med cifrene 4-1 over naboerne fra Boldklubben Fremad Amager.
Københavns Kommune stillede i 1989 en større grund på Sundbyvestervej 95 (syd for klubbens hjemmeside i Sundby Idrætspark) til klubbens rådighed. Efterfølgende byggede klubben med egne midler deres nuværende klubhus op – bestående af tre omklædningsrum, en kantine med køkken og et mødelokale. Siden er klubhuset blevet udbygget (2013) med en tilbygning på 130 m2, så klubhuset i alt indeholder fem omklædningsrum, kantine, flere sociale lokaler, kontor og materialerum.
I 2009-2010 gennemførte klubben et integrationsprojekt i samarbejde med Københavns kommune, hvilket havde til formål at skaffe såvel pigemedlemmer som medlemmer generelt af anden etnisk oprindelse. Projektet var første skridt i etableringen af pige/kvindefodbold i B1908. I august 2014, havde klubben omkring 130 pige-/kvindespillere tilknyttet.
Samtidigt gennemførte klubben et "street" projekt, hvor man via street-fodbold aktiverede lokalområdets børn og unge. Der resulterede endvidere, at klubbens U14-U15 hold to år i træk, 2010 og 2011, vandt det uofficielle DM i street fodbold (Laudrup & Høgh).
Da det kommunale integrationsprojekt blev afsluttet, begyndte et næsten to år (2011/2012) langt Fodbold & Sundhedsprojekt i samarbejde med Københavns Kommune og DBU. Dette projekt skabte yderlige gang i medlemsantallet.
Siden klubben i 2010 omlagde sin strategi i ungdomsafdelingen til "også" at rette klubbens ungdomsfodbold mod et talentmiljø, har man nu (august 2014) været etableret 10 halvsæsoner (halvår) i U17- og U19 divisionsfodbold. I 2012 vandt klubbens U17 hold således 2. division Øst, men uden DBU Licens kunne holdet ikke rykke i 1. division. Siden 2010 har B1908 ikke været uden for U17 og U19 divisionsfodbold og har dermed opnået et "ry" som Amagers førende ungdomsafdeling.

### Landsholdspillere
Klubben har de senere år udviklet op til 11 landsholdsspillere på A-landshold og ungdomslandshold, som har spillet/spiller i B 1908:[kilde mangler]
| - Miklos Molnar - Ole Tobiasen - Sebastian Svärd - Christian Traoré - Malte Kiilerich Hansen - Sebastian Czajkowski | - Michael Jakobsen - Emil Jensen - Thomas Lundbye - Nicola Saric - Salem Nanji |

### Klubbens formænd
- 1996-1999: Søren Lund
- 1999-2004: Bjarne Fey
- 2004-2005: John Spøhr
- 2005-2007: Christian M. Olsen
- 2007-2012: Søren Lund
- 2012-2015: Bjarne Fey
- 2015- : Jens Henrik Jensen

### Klubbens trænere
- 2003-2006: John Andersen
  - Assistenttræner: Jesper Heyde (200?-2006)
- 2007-2007: Flemming Larsen
  - Assistenttræner: Jesper Heyde (2007-2007)
- 2007-2009: Jesper Heyde
  - Assistenttræner: Kasper Såby (2007-2008)
  - Assistenttræner: Kenneth Matz (2008-2009)
  - Assistenttræner: Daniel Röser (2008-2009)
- 2009-2009: Kenneth Matz
  - Assistenttræner: Daniel Röser (2009-2009)
- 2010-2011: Kim Splidsboel
  - Assistenttræner: Daniel Röser (2010-2011)
  - Assistenttræner: Brian Hasseris (2011-2011)
- 2012-2013 : Jesper Heyde
  - Assistenttræner: Christian Iversen (2012-13 )
- 2014-2015: Christian Iversen
  - Assistenttræner: Jesper Olsen (2014-2015)
- 2015-2016 : Søren Fjorting
  - Assistenttræner: Lasse Theis (2015-2016)
- 2016-17: Lasse Theis
  - Assistenttræner: Martin Engelbrecht
- 2017-20: Martin Engelbrecht
  - Assistenttrænere: Johhny Stjans Christiansen og Rasmi Khalil
- 2021-2022: Christian Iversen[2]
  - Assistenttræner: Rasmi Khalil
- 2022-2024: Rasmi Khalil
  - Assistenttræner: Jonas Neestrup
  - Mikkel Knudstrup
- 2024 -: Jonas Neestrup 
  - Assistenttræner: Mikkel Knudstrup

## Klubbens resultater

### DBU's Landspokalturnering
De sportslige resultater for klubben i DBUs Landspokalturnering igennem årene:
| Sæson | Runde                    | Hjemmebanehold | Resultat                   | Udebanehold      | Bem. |
| 2004/05 |                          |                |                            |                  |      |
| 1. runde | Husum Boldklub           | 3-0            | B 1908                     |                  |      |
| 2003/04 |                          |                |                            |                  |      |
| 1. runde | Amager FF                | 2-1            | B 1908                     |                  |      |
| 2002/03 |                          |                |                            |                  |      |
| 1. runde | RB 1906                  | 2-3            | B 1908                     |                  |      |
| 2. runde | B 1908                   | 1-3            | Nykøbing Falster Alliancen |                  |      |
| 2002/03 |                          |                |                            |                  |      |
| 1. runde | RB 1906                  | 2-3            | B 1908                     |                  |      |
| 2. runde | B 1908                   | 1-3            | Nykøbing Falster Alliancen |                  |      |
| 1999/2000 |                          |                |                            |                  |      |
| 1. runde | Maribo Boldklub          | 3-5            | B 1908                     |                  |      |
| 2. runde | B 1908                   | 2-2            | Næstved Boldklub           | 3-2 efs          |      |
| 3. runde | Virum-Sorgenfri Boldklub | 3-0            | B 1908                     |                  |      |
| 1998/99 |                          |                |                            |                  |      |
| 1. runde | B 1908                   | 0-2            | Hellerup IK                |                  |      |
| 1997/98 |                          |                |                            |                  |      |
| 1. runde | Slagelse BK&IF           | 2-2            | B 1908                     | i/t efs, 4-6 str |      |
| 2. runde | B 1908                   | 2-1            | Ølstykke FC                |                  |      |
| 3. runde | IF Skjold Birkerød       | 3-0            | B 1908                     |                  |      |
| Resultat: Efter ordinær spilletid, efs: Efter forlænget spilletid, str: Efter straffespark, Bem.: Bemærkning(er) |                          |                |                            |                  |      |

### Bedrifter i Danmarksturneringen
De sportslige resultater for klubbens førstehold i Danmarksturneringen igennem årene:
| N. | Række                                                                                                  | Nr.       | Statistik        | Topscorer                | Bem.               |
| 3 | 2. division Øst 2009/10                                                                                | i/t       | i/t              | i/t                      | Igangværende       |
| 4 | Danmarksserien, Pulje 1 2008/09                                                                        | 1. plads  | 26-18-3-5 60-24  | Martin Skov, 17 mål      | Vinder/Oprykning   |
| 3 | 2. division Øst 2007/08                                                                                | 15. plads | 30-7-4-19 44-62  | Lasse Damstoft, 7 mål    | Nedrykning         |
| 4 | Danmarksserien, Pulje 1 2006/07                                                                        | 3. plads  | 30-17-3-10 62-46 | Martin Henriksen, 22 mål | Oprykning          |
| 4 | Danmarksserien, Pulje 1 2005/06                                                                        | 3. plads  | 30-16-3-11 69-55 | Martin Henriksen, 12 mål |                    |
| | Oprykningskampe til 2. division: → B 1908 mod Ikast FS (FCM II) 1-5 → Ikast FS (FCM II) mod B 1908 5-1 |           |                  |                          |                    |
| 4 | Danmarksserien, Pulje 1 2004/05                                                                        | 6. plads  | 30-12-6-12 54-62 | i/t                      |                    |
| 5 | Kvalifikationsrækken, Pulje 1 2004 (forår)                                                             | 4. plads  | 14-7-3-4 29-18   | i/t                      | Oprykning          |
| 5 | Kvalifikationsrækken, Pulje 1 2003 (efterår)                                                           | 2. plads  | 14-8-3-3 42-27   | i/t                      |                    |
| 4 | Danmarksserien, Pulje 2 2002/03                                                                        | 13. plads | 30-10-3-17 43-75 | i/t                      | Nedrykning         |
| 4 | Danmarksserien, Pulje 2 2001/02                                                                        | 12. plads | 30-8-5-17 34-76  | i/t                      |                    |
| 5 | Kvalifikationsrækken, Pulje 2 2001 (forår)                                                             | 4. plads  | 14-6-1-7 32-29   | i/t                      | Oprykning          |
| 5 | Kvalifikationsrækken, Pulje 1 2000 (efterår)                                                           | 5. plads  | 14-7-3-4 38-29   | i/t                      |                    |
| 4 | Danmarksserien, Pulje 1 2000 (forår)                                                                   | 14. plads | 13-0-2-11 3-25   | i/t                      | Nedrykning         |
| 4 | Kvalifikationsrækken 1999 (efterår)                                                                    | 8. plads  | 14-2-6-6 13-28   | i/t                      |                    |
| 3 | 2. division 1998/99                                                                                    | 15. plads | 30-5-7-18 42-79  | Kasper Såby, 12 mål      | Nedrykning         |
| 3 | 2. division 1997/98                                                                                    | 9. plads  | 30-10-8-12 43-54 | i/t                      |                    |
| 3 | 2. division Øst 1997 (forår)                                                                           | 7. plads  | 14-3-3-8 12-35   | i/t                      |                    |
| 3 | 2. division Øst 1996 (efterår)                                                                         | 5. plads  | 14-4-3-7 35-31   | i/t                      |                    |
| 3 | 2. division Øst 1996 (forår)                                                                           | 5. plads  | 14-5-2-7 17-25   | i/t                      |                    |
| 4 | Danmarksserien, kreds ? 1995 (efterår)                                                                 | 1. plads  | 15               | i/t                      | Vinder / Oprykning |
| 4 | Danmarksserien, kreds ? 1995 (forår)                                                                   | i/t       | 16               | i/t                      |                    |
| 4 | Danmarksserien, kreds 2 1994                                                                           | 7. plads  | 30-11-8-11 45-58 | i/t                      |                    |
| 5 | Københavnsserien 1993                                                                                  | i/t       | i/t              | i/t                      | Oprykning          |
| 6 | KBU Serie 1, Pulje ? 1992                                                                              | 1. plads  | i/t              | i/t                      | Vinder / Oprykning |
| 4 | Danmarksserien, kreds ? 1987                                                                           | i/t       | i/t              | i/t                      |                    |
| 3 | 3. division øst 1986                                                                                   | 14. plads | 26-2-6-18 21-65  | i/t                      | Nedrykning         |
| 4 | Danmarksserien, kreds ? 1985                                                                           | i/t       | i/t              | i/t                      | Oprykning          |
| 3 | 3. division 1984                                                                                       | 16. plads | 30-5-9-16 25-60  | i/t                      | Nedrykning         |
| 4 | Danmarksserien, kreds ? 1983                                                                           | i/t       | i/t              | i/t                      | Oprykning          |
| i/t: Ikke tilgængelig, N.: Rækkens niveau i den pågældende sæson, Nr.: Slutplacering, Bem.: Bemærkning(er) | |           |                  |                          |                    |

### Klubbens hold i rækkerne
Klubbens førstehold og de respektive reservehold (moderklubbernes førstehold) i de underliggende rækker: